# Wierzbica (powiat radomski)

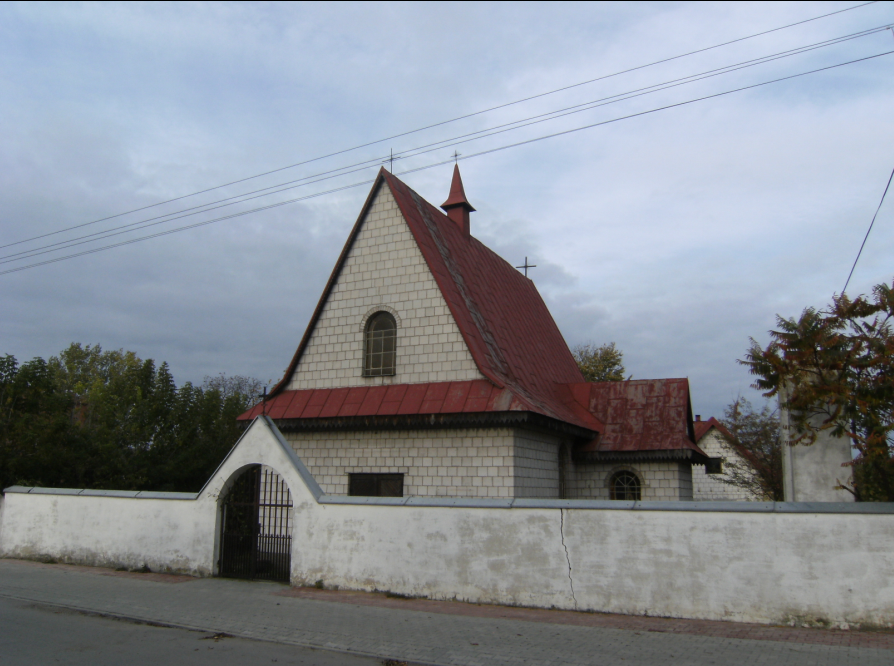
Kościół starokatolicki mariawitów w Wierzbicy

Wierzbica – wieś (właściwie osiedle przemysłowe) w Polsce położona w województwie mazowieckim, w powiecie radomskim, w gminie Wierzbica. Siedziba gminy Wierzbica. W latach 1469–1870 miasto klasztoru cystersów wąchockich w województwie sandomierskim w ostatniej ćwierci XVI wieku. W latach 1975–1998 miejscowość należała administracyjnie do województwa radomskiego.
Na terenie wsi utworzono dwa sołectwa Wierzbica i Wierzbica-Osiedle.
| SIMC    | Nazwa   | Rodzaj    |
| ------- | ------- | --------- |
| 0641207 | Osiedle | część wsi |

Przez miejscowość przebiega droga wojewódzka nr 744.
Wieś jest siedzibą rzymskokatolickiej parafii św. Stanisława oraz parafii Kościoła Starokatolickiego Mariawitów pw. Przemienienia Pańskiego. Natomiast wierni mieszkający przy ulicy Leśnej należą do parafii św. Judy Tadeusza w Dąbrówce Warszawskiej.

## Historia
W 1198 został wydany dokument przez kancelarię diecezji krakowskiej, w którym biskup Gedko uregulował zasady poboru dziesięciny przez klasztory bożogrobców w Miechowie i cystersów w Wąchocku. To właśnie ten klasztor wystawił, prawdopodobnie drewniany, kościół św. Idziego w Wierzbicy i prosił władze diecezjalne o uregulowanie sprawy dziesięcin na terenie nowej filii parafii klasztornej.
Wierzbica w tym okresie stanowiła dobra kościelne w posiadaniu klasztoru wąchockiego. Na prośbę tamtejszych opatów książęta krakowscy nadawali wsi kolejne przywileje. W ten sposób Leszek Biały nadał wsi bliżej nieznane obecnie przywilej. Bolesław V Wstydliwy nadał w 1247 przywilej propinacji dobrom wąchockich cystersów – tj. Iłży, Tarczkowi i Wierzbicy. W 1229 roku miał tu miejsce zjazd księżnej Grzymisławy z synem Bolesławem i księcia Konrada oraz dostojników świeckich i kościelnych. W 1229 wieś została wymieniona w dokumencie księżnej Grzymisławy. Ostatecznie całość dóbr wierzbickich (a więc nie tylko wieś, ale i okoliczne tereny uprawne) klasztor w Wąchocku otrzymał w 1275 od braci Ottona i Krystyna ze Skrzynna, na mocy testamentu ich ojca, Piotra. Wierzbica pozostawała w rękach cystersów wąchockich do końca XVIII w.
Miasto w okolicy osady Wierzbica o takiej samej nazwie zostało ulokowane w 1414, zaś prawa miejskie nadał Wierzbicy Kazimierz IV Jagiellończyk na sejmie radomskim 12 lipca 1469 na wyraźną prośbę opata wąchockiego o. Jakuba i posłów ziemi żarnowskiej. Dokument ten potwierdzał prawa mieszczan wierzbickich do samorządu na wzór magdeburski. Dodatkowo przywilej zawierał nadanie cotygodniowego targu (w soboty) oraz trzech jarmarków (11 kwietnia – św. Filipa Apostoła, 25 lipca – św. Jakuba Większego i 14 września – Podwyższenia Krzyża św.). Równocześnie z nadaniem prawa niemieckiego nastąpiła parcelacja gruntów folwarcznych. Miasto cysterskie rozwijało się prężnie i w pewnym okresie miasto przewyższało nawet liczbą mieszkańców sąsiedni Radom i Iłżę. W 1502 Aleksander Jagiellończyk potwierdził wszystkie dotychczasowe przywileje miasta. Ze względu na uciążliwe świadczenia pańszczyźniane wynikające ze zwiększania powinności mieszczan przez o. Rafała, wierzbiczanie zgłosili protest do króla. W odpowiedzi na to Zygmunt I Stary w 1540 potwierdził konstytucję sejmową regulującą pańszczyznę mieszkańców dóbr kościelnych. W dziesięć lat później jego syn, Zygmunt II August potwierdził wszystkie wydane dotąd przywileje miasta, a także rozciągnął je na wieś Rzeczków tworząc z niej przedmieścia mające udział w samorządzie miejskim.
W okresie wczesnonowożytnym utrwalił się zwyczajowy trakt lokalny Opoczno – Skrzynno – Szydłowiec – Jastrząb – Wierzbica, gdzie powstały dwie odnogi: do Iłży oraz w kierunku Skaryszew – Zwoleń. Na podstawie takiej sieci komunikacyjnej rozwinął się w mieście lokalny handel, którego głównymi towarami były poza płodami rolnymi: wapienie i garbowane skóry. Miejscowa gospodarka rzemieślnicza rozpoczęła produkcję oleju rzepakowego, który w pełni zaspokajał potrzeby terenów między Wisłą, Pilicą a Nidą.
27 grudnia 1775 Stanisław August Poniatowski ostatecznie podtrzymał wszystkie przywileje Wierzbicy.
Po upadku powstania styczniowego w 1870 Wierzbica utraciła prawa miejskie, a po pożarach w 1873 i 1904 znacznie podupadła. W XIX wieku powstały tu garbarnia, olejarnia, wiatrak i piece do wypalania wapna. Wierzbica nie odzyskała praw miejskich, a z dawnego miasta pozostał charakterystyczny trójkątny rynek.
Podczas okupacji hitlerowskiej, pod koniec 1941 roku Niemcy utworzyli getto dla żydowskich mieszkańców. Przebywało w nim około 500 Żydów z Wierzbicy, Przytyku, Pruszkowa, Mogielnicy i Grójca. W październiku 1942 zostali wywiezieni do getta w Kozienicach i Szydłowcu, a stamtąd do obozu zagłady Treblinka II i tam zamordowani.
1 stycznia 2003 Kolonia Wierzbica, dotychczasowa część wsi Wierzbica, uzyskała status wsi, która przyjęła wówczas nazwę Wierzbica-Kolonia.

## Gospodarka
W latach 1952–1955 powstała tu Cementownia Przyjaźń w oparciu o miejscowe kopalnie wapienia i radziecką technologię. Po 1989 nazwa została zmieniona na Cementownia „Wierzbica”. W 1996 właścicielem cementowni został koncern Lafarge, który 12 października 1997 wygasił piece. Francuska firma zaoferowała najwyższą cenę za akcje, ale zarazem najgorsze warunki inwestycyjne. Umowa przedwstępna pomiędzy XI Narodowym Funduszem Inwestycyjnym a grupą Lafarge została podpisana 30 czerwca 1996, a wygasała 30 listopada 1996. Jeśli do tego czasu nie zostałaby podpisana umowa wstępna, przetarg byłby nieważny. Prezes cementowni Jacek Kuna, zarząd oraz związki zawodowe walczyły o unieważnienie przetargu, którego finalizacja oznaczała szybki koniec zakładu. W tym okresie spółka zatrudniała ponad 1000 osób, a drugie tyle było zatrudniane w mniejszych lokalnych firmach współpracujących z cementownią. W latach 1992–1995 zakład był rentowny i nie przynosił strat. 17 września 1996 Jacek Kuna zginął wypadku samochodowym, kilkanaście dni po jego śmierci nowe władze podpisały umowę wstępną, która zapoczątkowała upadek i całkowitą rozbiórkę cementowni Wierzbica. W 2008 powstał plan ponownego uruchomienia cementowni, a miejscowe złoża margla szacowane są jako jedne z największych w Polsce. Po wojnie działały tu też Zakłady Azbestowe zamknięte z uwagi na szkodliwość dla ludzi i środowiska. Wobec odkrycia kopalni krzemienia pasiastego z okresu mezolitu istnieją plany otwarcia rezerwatu geologicznego.

## Zabytki
- kościół par. pw. św. Stanisława Biskupa, XVIII (nr rej.: 426/A/57 z 25.01.1957, 400/A z 21.06.1967 oraz 181/A z 15.10.1982[15])
- cmentarz rzym.-kat., 1 poł. XIX (nr rej.: 488/A z 5.11.1991[15])
- cmentarz epidemiczny, przy drodze do Kolonii Zalesice, 1831 (nr rej.: 489/A z 5.11.1991[15])
- drewniane domy mieszkalne z XIX w., ustawione szczytowo do ulicy.
- dawny wiatrak drewniany z końca XIX w., stojący niegdyś w południowej części wsi przy drodze do Mirca, przeniesiono do Muzeum Wsi Radomskiej.

## Religia
W Wierzbicy ma siedzibę parafia Kościoła rzymskokatolickiego oraz parafia Kościoła Starokatolickiego Mariawitów:
- rzymskokatolicka Parafia św. Stanisława w Wierzbicy
- starokatolicka Parafia Przemienienia Pańskiego w Wierzbicy

## Sport
W miejscowości działa klub sportowy Orzeł Wierzbica założony w 1952. Prowadzi on sekcje: piłkarską, lekkoatletyczną i zapaśniczą. W sezonie 2024/2025 piłkarze grają w  Tymex Lidze Okręgowej w  grupie Radom.

## Osoby związane z Wierzbicą
- Włodzimierz Zawadzki – zapaśnik, Mistrz Olimpijski z Atlanty
- Jacek Zieliński – piłkarz i trener, reprezentant Polski
- Feliks Zawisza – żołnierz
- Jan Michalski – bibliofil, autor wspomnień „55 lat wśród książek”
- ks. Władysław Paciak – malarz, przez kilka lat wikariusz miejscowej parafii
- Marian Józef Ryx – proboszcz miejscowej parafii, późniejszy biskup sandomierski